# The Psycho Realm
The Psycho Realm est un groupe de hip-hop américain, originaire de Los Angeles, en Californie. Le groupe est formé en 1993 par deux frères mexicains, Jacken et Big Duke, originaires de Pico-Union, un quartier de la banlieue ouest de Los Angeles, très touché par les gangs mexicains. 
Le groupe se distingue par son influence chicana (mexicain de Californie) comme des voix spécifiques, « nasillardes et rauques », ainsi que beaucoup de paroles à connotation politique et sociale qui dénoncent une société à la limite de l'explosion, qui réitère les erreurs du passé et qui risque à tout moment de sombrer dans la violence. Les instrumentaux de The Psycho Realm sont très originaux, sombres, parfois sous influence latina et West Coast, mais généralement très travaillées dans l'originalité et la sonorité.

## Biographie
The Psycho Realm est initialement formé par Jacken et Duke, puis rejoint par B-Real du groupe Cypress Hill en 1993, avant la réunion de son groupe en 1998. Le duo joue à Los Angeles pour un concert appelé End Barrio Warfare, où ils sont découverts par B-Real. À cette période, il s'agit d'une énorme opportunité pour le duo car Cypress Hill représentait un symbole incontestable de la scène rap latino. Désormais un trio, le groupe publie son premier album éponyme, The Psycho Realm, le 27 octobre 1997 au label Sony Music Distribution. L'album, dont la sonorité des productions rappelle celles du Wu-Tang Clan, est un succès critique, et atteint la 183e place du Billboard 200.
En 1999, tandis que le groupe se popularise, Duke est blessé par balle au cou. Ce dernier explique avoir tenté d'arrêter une bagarre dans le parking d'un Tommy’s Burger de Los Angeles. Depuis cet incident, Duke est paralysé du cou jusqu'aux pieds. Cette tragédie, racontée dans une vidéo appelée Land of the Shadows, change le groupe et Jacken ne se sent plus apte à chanter de nouveau. Il confie que « ce qu'on a fait jusque-là on l'a fait ensemble, alors le fait que mon frère se soit fait tiré dessus, je me suis perdu pendant quelques minutes [...] Mais, je me rappelle quand il est revenu à lui, il m'a quelque part fait prendre conscience. Il m'a dit, ‘Mec, on a encore des enregistrements. Tu dois le faire. Tu peux tout laisser tomber. Tu dois continuer’. Et c'est là qu'on a continué avec War Story: Book 1 et Book 2. » Les deux albums suivants, A War Story Book I et A War Story Book II sont publiés en 2004,. Avant la sortie du troisième album, A War Story Book I, le groupe comptabilisait plus de 15 millions de disques vendus[réf. nécessaire]. 
Au début de 2012, après des années d'inactivité, ils publient un nouveau single, Show You a Rock, et annoncent la future publication de leur album tant attendu, Psycho Realm Presents Sick Jacken and Cynic: Terror Tapes 2, le 15 mai. L'album fait participer Murs, Joell Ortiz, et Sean Price.

## Discographie

### Albums studio
- 1997 : The Psycho Realm
- 1999 : A War Story Book I
- 2003 : A War Story Book II
- 2003 : Psycho Realm Presents El Chavo Y El Ferruco
- 2012 : Psycho Realm Presents Sick Jacken and Cynic In Terror Tapes 2

### Album live
- 2005 : Live In Monterrey Mexico